# Torche
I Torche sono stati una band stoner/sludge metal proveniente da Miami, Florida. Il gruppo è nato nel 2004 da un'idea di Steve Brooks, Juan Montoya, Jonathan Nuñez e Rick Smith.

## Formazione attuale
- Jonathan Nuñez – basso
- Rick Smith - batteria

### Ex componenti
- Juan Montoya - chitarra (2004-2008)
- Steve Brooks - chitarra voce(2004-2022)

## Discografia

### Album in studio
- 2005 - Torche
- 2008 - Meanderthal
- 2010 - Songs for Singles
- 2012 - Harmonicraft
- 2015 - Restarter
- 2019 - Admission

### EP
- 2007 - In Return
- 2007 - Healer / Across the Shields

### Split
- 2009 - Chapter Ahead Being Fake